# آنیتولی کاسورینن
آننیتولی کاسورینِن (فنلاندی: Annituuli Kasurinen؛ زادهٔ ۲۷ آوریل ۱۹۹۱) صداپیشهٔ فنلاندی است. او همچنین در فیلم Helmiä ja sikoja بازی کرده‌است.

## نقش‌ها

### برگزیدهٔ فیلمها
- کمک! من ماهی هستم (۲۰۰۰)
- Emil i Lönneberga - آیدا، خواهر امیل
- دختران Powerpuff (2002) - حباب
- بازگشت گربه (۲۰۰۲) - هارو
- لیلو و استیچ (۲۰۰۲) - لیلو پله کای
- پیتر پن (۲۰۰۳) - وندی
- Finding Nemo (2003)
- Helmiä ja sikoja (2003)
- Incredibles (2004)
- شیر، کمد و جادوگر (۲۰۰۵) - سوزان
- صد و یک دالمی
- Over the Hedge (2006)
- Happy Feet (2006) - گلوریا

### انیمیشن
- برتز - یاسمین
- جادوگر
- جاسوسان بی‌نقص - الکساندرا
- Super Robot Monkey Team Hyperforce Go! - نوا
- کیم پاسیبل (۲۰۰۵–۲۰۰۷) - بانی راکوالر
- Lilo &amp; Stitch: The Series (2005–2007) - Lilo
- نادی
- Trollz (2006) - Topaz Trollhopper
- LazyTown - (2006) - استفانی
- تسویه حساب کوچک من
- هانا مونتانا (۲۰۰۷) - لیلی تروسکوت
- Angry Birds Stella (2014) - بید